# Sokoły (gmina)
Sokoły (do 1870 gmina Truskolasy) – gmina wiejska w województwie podlaskim, w powiecie wysokomazowieckim. W latach 1975–1998 gmina położona była w województwie łomżyńskim.
Siedziba gminy to Sokoły.
Według danych z 30 czerwca 2004 gminę zamieszkiwały 5983 osoby, a w 2010 było to już 5819 osób. Natomiast według danych z 31 grudnia 2019 roku gminę zamieszkiwały 5743 osoby.

## Struktura powierzchni
Według danych z roku 2002 gmina Sokoły ma obszar 155,57 km², w tym:
- użytki rolne: 71%
- użytki leśne: 19%

Gmina stanowi 12,14% powierzchni powiatu.

## Demografia

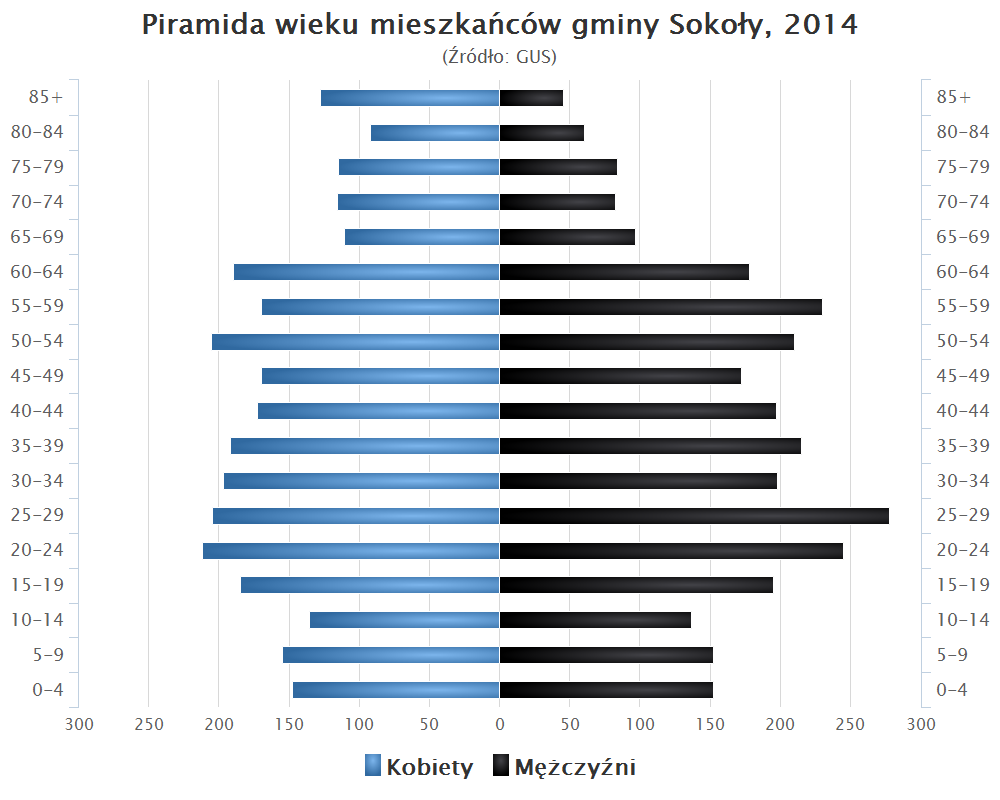
Piramida wieku mieszkańców gminy Sokoły w 2014 roku

Dane z 30 czerwca 2004:
| Opis                              | Ogółem | Ogółem | Kobiety | Kobiety | Mężczyźni | Mężczyźni |
| --------------------------------- | ------ | ------ | ------- | ------- | --------- | --------- |
| Jednostka                         | osób   | %      | osób    | %       | osób      | %         |
| Populacja                         | 5983   | 100    | 2973    | 49,7    | 3010      | 50,3      |
| Gęstość zaludnienia [mieszk./km²] | 38,5   | 38,5   | 19,1    | 19,1    | 19,3      | 19,3      |

## Transport
Przez gminę Sokoły przebiega droga wojewódzka nr 671 i droga wojewódzka nr 678. Niedaleko gminy (a dokładniej w gminie Kobylin-Borzymy i w gminie Tykocin (powiat białostocki)) przebiega droga krajowa nr 8 łącząca Kudowę-Zdrój z Wrocławiem, Warszawą, Białymstokiem, Suwałkami i z Budziskiem.

Przez gminę biegną też 2 trasy torów kolejowych, w tym jedna używana. Te trasy kolejowe to:
- Warszawa – Białystok – Petersburg (na terenie gminy jest dworzec kolejowy w Nowych Raciborach)
- nieużywana trasa kolejowa Łapy – Ostrołęka. Niegdyś ta trasa była intensywnie używana, jednak została zamknięta. Dworce znajdowały się w Kruszewie Brodowie (stacja ta była też uważana za dworzec Sokoły) i w Jamiołkach Świetlikach.

Przez gminę kursują też autobusy (w tym autobusy PKS), które mogą dowieźć ludzi nawet na krańce województwa podlaskiego.

## Sołectwa
Bruszewo, Bruszewo-Borkowizna, Bujny, Chomice, Czajki, Drągi, Dworaki-Pikaty, Dworaki-Staśki, Idźki Młynowskie, Idźki Średnie, Idźki-Wykno, Jabłonowo-Kąty, Jabłonowo-Wypychy, Jamiołki-Godzieby, Jamiołki-Kowale, Jamiołki-Piotrowięta, Jamiołki-Świetliki, Jeńki, Kowalewszczyzna, Kowalewszczyzna-Folwark, Kruszewo-Brodowo, Kruszewo-Głąby, Kruszewo-Wypychy, Krzyżewo, Mojsiki, Noski Śnietne, Perki-Bujenki, Perki-Franki, Perki-Karpie, Perki-Lachy, Perki-Mazowsze, Perki-Wypychy, Pęzy, Porośl-Kije, Nowe Racibory, Stare Racibory, Roszki-Chrzczony, Roszki Leśne, Roszki-Sączki, Roszki-Ziemaki, Rzące, Sokoły, Truskolasy-Lachy, Truskolasy-Niwisko, Truskolasy-Olszyna, Stare Truskolasy, Truskolasy-Wola, Waniewo

## Sąsiednie gminy
Choroszcz, Kobylin-Borzymy, Kulesze Kościelne, Łapy, Nowe Piekuty, Poświętne, Wysokie Mazowieckie